# Grado Fahrenheit
     Fahrenheit
     Sia Fahrenheit che Celsius
     Celsius

Le scale di temperatura nel mondo:
Fahrenheit
Sia Fahrenheit che Celsius
Celsius

Il grado Fahrenheit (pronuncia tedesca: [ˈfaːʀənˌhaɪt]; inglese: [ˈfæɹənhaɪt]) è l'unità di una scala di misura della temperatura che definisce una temperatura relativa, così chiamata dal fisico tedesco Daniel Gabriel Fahrenheit, che la ideò e la propose nel 1724. 
Nella scala Fahrenheit, il punto in cui l'acqua solidifica in ghiaccio è fissato a 32 gradi (32 °F) e il suo punto di ebollizione a 212 °F; l'intervallo fra queste due temperature è pertanto suddiviso in 180 gradi, a differenza della scala Celsius che lo suddivide invece in 100. L'unità della scala Fahrenheit, detto grado Fahrenheit, è pari a 5⁄9 di un grado Celsius. Data tale differenza di suddivisione, l'unico valore numerico coincidente fra le due scale è quello relativo alla temperatura di −40 °F, che è pari appunto a −40 °C.

## Storia
La scala precedette la Celsius di un paio di decenni. Fahrenheit scelse come punto zero della sua scala la temperatura a cui fonde una miscela di ghiaccio e sale ammoniaco, che diventò quindi 0 °F; come fondoscala superiore fissò una stima della temperatura corporea di un uomo sano. Passò quindi alla suddivisione che inizialmente era di soli 12 gradi. In seguito, suddivise ulteriormente ciascun grado per 8, per essere più preciso e al tempo stesso avvicinarsi al numero 100: i gradi diventarono così in totale 96 (12 × 8) e il fondoscala superiore diventava di 96 °F.
Fahrenheit osservò quindi a quali gradi della sua scala corrispondessero le temperatura a cui l'acqua congelava e bolliva. Secondo la scala originale, ancora imprecisa, tali gradi risultarono diversi da quelli definitivi. Poco dopo, la scala fu ricalibrata in modo che le temperature di congelamento ed ebollizione dell'acqua corrispondessero rispettivamente a 32 °F e 212 °F.
La scala Fahrenheit è usata in alcuni paesi anglofoni ancora nel XXI secolo, per ragioni storiche. È ad esempio in uso negli Stati Uniti d'America, inclusi i territori non incorporati e gli Stati del Pacifico liberamente associati come Palau, Micronesia e isole Marshall, anche se per scopi scientifici e tecnologici si utilizza l'unità di misura del Kelvin (SI). Analogamente, la scala è in uso esclusivo nelle isole Cayman e in Liberia, entrambe ex colonie britanniche.
Bermuda, il Belize e le Bahamas la impiegano affiancandola alla scala Celsius, così come anche Antigua e Barbuda e le altre isole che usano il suo servizio meteorologico come Anguilla, isole Vergini britanniche, Monserrat e Saint Kitts e Nevis. Gli ex possedimenti britannici della Birmania e delle isole Turks e Caicos l'hanno invece formalmente abbandonata con l'acquisita indipendenza. 
| Formule di conversione | Formule di conversione | Formule di conversione  |
| da                     | a                      | Formula                 |
| ---------------------- | ---------------------- | ----------------------- |
| Fahrenheit             | Celsius                | °C = (°F − 32) / 1,8    |
| Celsius                | Fahrenheit             | °F = °C × 1,8 + 32      |
| Fahrenheit             | Kelvin                 | K = (°F + 459,67) / 1,8 |
| Kelvin                 | Fahrenheit             | °F = K × 1,8 − 459,67   |
| Fahrenheit             | Rankine                | R = °F + 459,67         |
| Rankine                | Fahrenheit             | °F = R − 459,67         |
| Fahrenheit             | Réaumur                | °r = (°F − 32) / 2,25   |
| Réaumur                | Fahrenheit             | °F = °r × 2,25 + 32     |